# Balázs Ágnes
Balázs Ágnes (Budapest, 1967. március 25. –) magyar színésznő, műsorvezető, szövegkönyvíró, zeneszerző, dalszövegíró, író. Férje Gáspár András színművész. Két gyermeke született, Barnabás 1991-ben az első házasságából és Bianka 1997-ben a másodikból.

## Tanulmányai
Először a Brüsszeli Szabadegyetemen (1985-1986), majd az ELTE Bölcsészettudományi Kar, magyar-francia szakon (1986-1988) végezte felsőfokú tanulmányait. Ezt követően 1993-ban végzett a Színház- és Filmművészeti Egyetemen (1989-1993), Iglódi István osztályában. 2007-ben elvégezte az Analog Artists Akadémia forgatókönyv író kurzusát.

## Pályafutása
Színészként kezdett 1991-ben, a Nemzeti Színház társulatában, ahol Shakespeare és Goldoni drámáiban játszott főszerepet. 1994-től szabadfoglalkozású színművészként játszott a Buda Stage, a Karinthy Színpad és a Vidám Színpad előadásaiban, valamint a TV2 műsorvezetője volt. Mint színpadi szerző 2001-ben mutatkozott be a nagyközönségnek az Isteni Show című musical szövegírójaként és zeneszerzőjeként.

## Fontosabb színházi szerepei
- Inken (Hauptmann: Naplemente előtt – Katona József Színház, Kecskemét)
- Hermia (Shakespeare: Szentivánéji álom – Várszínház)
- Orsetta (Goldoni: Chioggiai csetepaté – Várszínház)
- Psyche (Balázs-Gáspár: Psyche megidézése – Vidám Színpad)
- Samantha (Jézusom, szerelmes vagyok! – Vidám Színpad)
- Suzy (Early Frost-Karinthy Márton: Korai fagy – Karinthy Színpad)
- Éva (Balázs-Gáspár: Isteni Show – Buda Stage, Vidám Színpad)

## Szereplése a televízióban
- Kisváros – sorozat (női főszereplő)
- Segíts magadon! – műsor (műsorvezető, TV2)

## Írói, dramaturgi munkái
- Saját zenei szerzemények
- Psyché megidézése – zenés játék (1993, társszerző)
- Isteni Show – musical (2001, szövegkönyvíró, zeneszerző, dalszövegíró, 2002-ben Nívódíj)
- Andersen, avagy a mesék meséje – regény (2003- Holnap Kiadó, 2009 – Móra Ferenc Könyvkiadó)
- Andersen, avagy a mesék meséje – zenés színpadi játék (2003, szövegkönyvíró, zeneszerző, dalszövegíró) - Szegedi Nemzeti Színház 2005; Pesti Magyar Színház, 2005; Jókai Színház, Békéscsaba, 2006; Vörösmarty Színház, Székesfehérvár
- Andersen, avagy a mesék meséje – forgatókönyv (2004, a Hartley-Merrill Nemzetközi Forgatókönyvírói Pályázat 2. helyezettje)
- Feladó: Fekete Szivárvány – regény (2005 – Móra Kiadó, 2010-ben az NKA "Édes Anyanyelvünk" pályázat díjnyertes alkotása)
- Lufi és Szamóca – ifjúsági regény (2006, 2008, 2010, 2012 – Móra Kiadó)
- Andersen, avagy a mesék meséje – televíziós játék (2006)
- A piros bicikli – színdarab egy felvonásban (2007, Ecséri Lilla és Heyman Éva naplója nyomán a holokauszt áldozatainak emlékére)
- Lufi és a zűrös vakáció – ifjúsági regény (2007, 2009, 2011 – Móra Kiadó)
- Lufi és a Boszorkányfarsang – ifjúsági regény (2008, 2011 – Móra Kiadó)
- Andersen Welt – balett (2005, Meinfranken Theater – Würzburg; 2008, Deutschen Oper am Rhein-Duisburg-Düsseldorf; 2010, National Theater of Operetta, Bukarest (Románia))
- CS.A.J. (Csakazértisjáték) – színdarab egy felvonásban (2009) - Budapesti Kamaraszínház, Ericsson Stúdió
- Lufi és a hajmeresztő szerelem – ifjúsági regény (2009, 2011 – Móra Kiadó)
- Lufi és az elcserélt születésnap – ifjúsági regény (2010, 2012 – Móra Kiadó)
- Lufi és a nyolcpecsétes titok – ifjúsági regény (2011, 2012 – Móra Kiadó)
- Torkos Turpi és a Felhőgyár – mesekönyv (2011 – Móra Kiadó)
- Lufi és a hóba rajzolt szív – ifjúsági regény (2011, 2013 – Móra Kiadó)
- Rakoncátlan Rozi Ramazuriországban – mesekönyv (2012 – Móra Kiadó)
- Mesélő ABC – oktató mesekönyv (2012 – Móra Kiadó)
- Lufi és a párizsi randevú – ifjúsági regény (2012 – Móra Kiadó)
- Menjünk világgá!; Móra, Bp., 2012 (Borka és Hajcihő)
- Neveletlen ABC; Móra, Bp., 2013
- A tésztapacsni; Móra, Bp., 2014 (Már tudok olvasni)
- Hetedhét háború a Hangok földjén. Foglalkoztatókönyv kisiskolásoknak; Móra, Bp., 2015 (Mesélő nyelvtan)
- Boszorkányos hajsza a szófajok világában. Foglalkoztatókönyv kisiskolásoknak; Móra, Bp., 2016 (Mesélő nyelvtan)
- A beszélő kiskutya és más történetek; Móra, Bp., 2017
- A pösze nyuszi és más történetek; Móra, Bp., 2018
- A száguldó hóember és más történetek; Móra, Bp., 2018
- Meghallgatás, 2019 (pszichokrimi) - Pinceszínház, Budapest
- Petőfi-játék, 2019 - (musical) - Szentendrei Teátrum
- Az ügyetlen bohóc és más történetek; Móra, Bp., 2019
- A csavargó kisautó és más történetek; Móra, Bp., 2021
- A csodagomb; Móra, Bp., 2022 (Már tudok olvasni)
- A hisztis kiselefánt és más történetek; Móra, Bp., 2023

## Szinkronszerepei
- V. Henrik (The Chronicle History of King Henry the Fift with His Battell Fought at Agincourt in France) [1944]
- Macska a forró bádogtetőn (Cat on a Hot Tin Roof) [1958] .... Maggie Pollitt (Elizabeth Taylor)
- Grease (Grease) [1978] .... Sandy Olsson (Olivia Newton-John)
- Halloween – A rémület éjszakája (Halloween) [1978] .... Laurie Strode (Jamie Lee Curtis)
- Rémálom az Elm utcában 4. (A Nightmare on Elm Street 4: The Dream Master) [1988] .... Kristen Parker (Tuesday Knight)
- Hófehérke 2. – Boldogan éltek míg… (Happily Ever After) [1993] .... Hófehérke
- Csipkerózsika (Sleeping Beauty) [1995] .... Csipkerózsika
- Acapulco szépe (Alma rebelde) [1999] .... María Elena Ávila (Aracely Arámbula)
- Bridget Jones naplója (Bridget Jones’s Diary) [2001] .... Jude (Shirley Henderson)
- Bridget Jones: Mindjárt megőrülök! (Bridget Jones: The Edge of Reason) [2004] .... Jude (Shirley Henderson)
- Harry Potter és a Főnix Rendje (Harry Potter and the Order of the Phoenix) [2007] .... Bellatrix Lestrange (Helena Bonham Carter)
- Harry Potter és a félvér herceg (Harry Potter and the Half-Blood Prince) [2009] .... Bellatrix Lestrange (Helena Bonham Carter)
- Harry Potter és a Halál ereklyéi – 1-2. rész (Harry Potter and the Deathly Hallows: Part 1-2) [2010] .... Bellatrix Lestrange (Helena Bonham Carter)
- A király beszéde (The King’s Speech) [2010] .... Elizabeth királyné (Helena Bonham Carter)
- Acapulco akciócsoport (Acapulco H.E.A.T.) [1993-1994] .... Catherine 'Cat' Avery Pascal (Alison Armitage)
- Esperanza (Nunca te olvidaré) [1999] .... Esperanza Gamboa Martel (Edith González)
- NCIS – Tengerészeti helyszínelők (Navy NCIS) [2003-2005] .... Caitlin Todd (Sasha Alexander)

## CD-k és hangoskönyvek
- Illyés Gyula: Háromszor hét magyar népmese